# 拉罗达
拉罗达，是西班牙卡斯蒂利亚-拉曼恰自治区阿尔瓦塞特省的一个市镇。 总面积399km², 总人口13959人（2001年），人口密度35人/km²。